# Brauerei

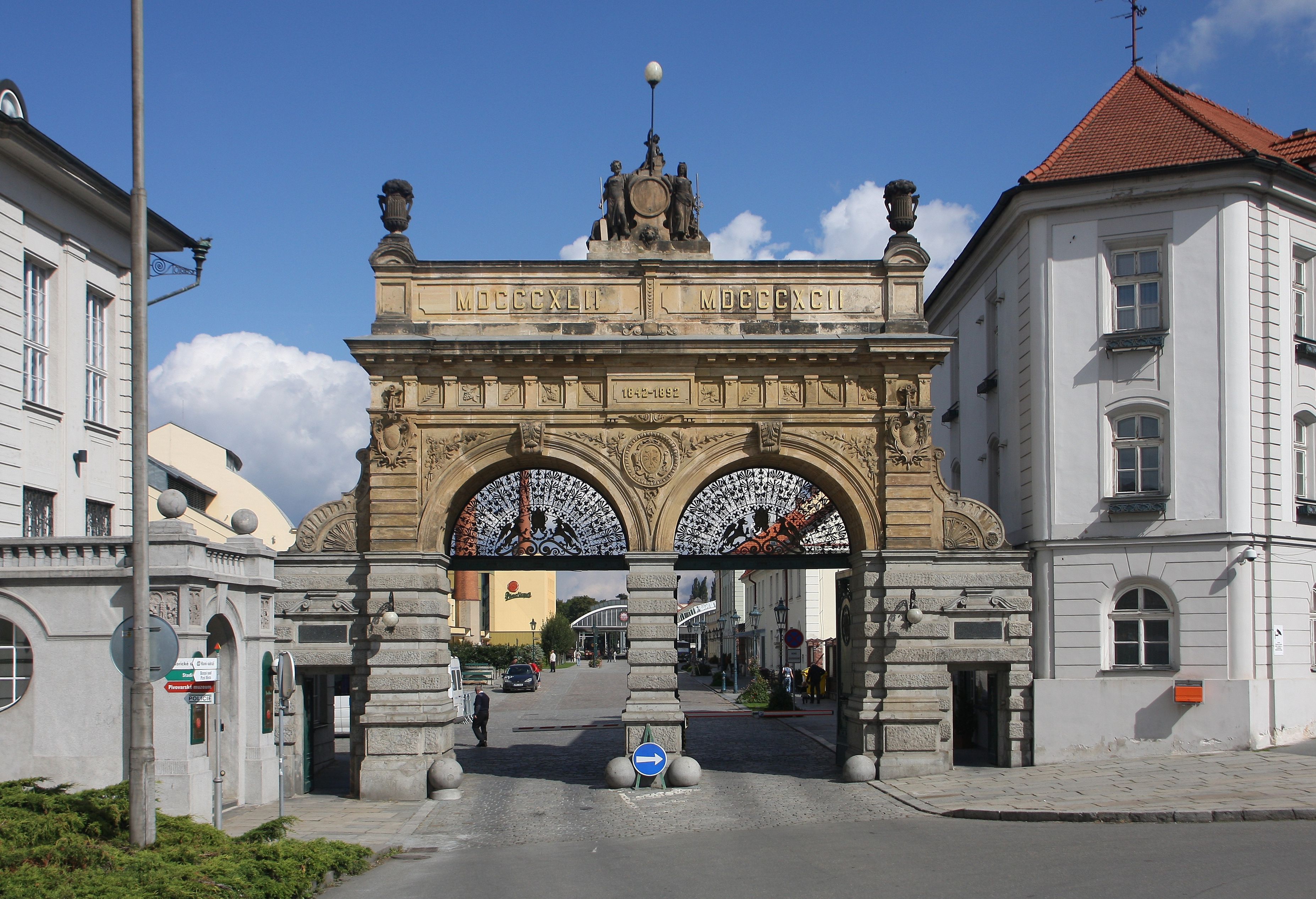
Geburtsort des Pilsners, Pilsen

Als Brauerei (lat. braxatorium) bezeichnet man im weitesten Sinne eine Einrichtung, in der zusammengesetzte Flüssigkeiten, meist mit Hilfe der Gärung, hergestellt werden. Die Brauerei ist der Ort beziehungsweise das Gebäude (Brauhaus), an dem Bier oder andere Gärgetränke gebraut werden. Brauerei bezeichnet auch das Unternehmen, das Bier herstellt und vertreibt. Der Ort, an dem die brautechnischen Anlagen stehen, wird in der Branche als Braustätte bezeichnet. Es gibt verschiedene Typen von Brauereien, die unterschiedliche Sorten Bier nach verschiedenen Verfahren mit unterschiedlichem Automatisierungsgrad herstellen.

## Geschichte

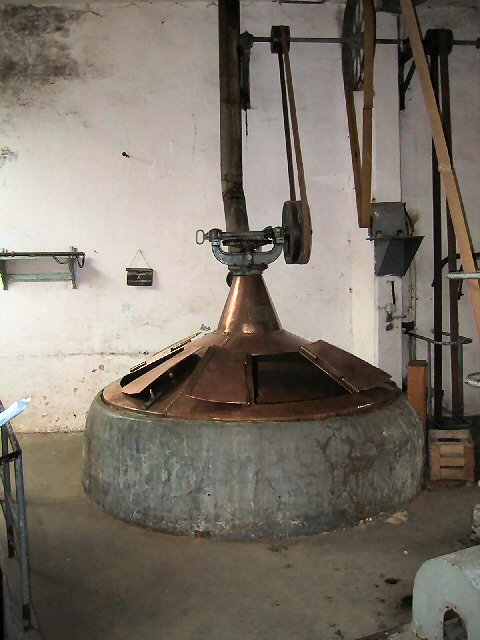
Sudkessel der historischen Cantillon-Brauerei in Brüssel (2001)

Den größten Schub erfuhr die Brauereitechnologie 1876 mit der Einführung der Erzeugung künstlicher Kälte durch Linde’sche Ammoniakkompressoren, die Groß- und Exportbrauereien ermöglichte. Die größte Brauerei auf dem Kontinent lag Ende des 19. Jahrhunderts in Schwechat bei Wien, einige andere große Brauereien befanden sich in Mainz, Wien und München. Die weltweit größten Brauereien befanden sich damals jedoch in England. In dem Gebiet der deutschen Brausteuergemeinschaft (hierzu gehörten nicht: Königreich Bayern, Königreich Württemberg, Großherzogtum Baden, Elsaß-Lothringen und Luxemburg) waren 1879 insgesamt 12.743 Brauereien vorhanden, von denen 10.117 gewerbliche und 1750 nicht gewerbliche, zusammen also 11.867 in Betrieb waren, während 875 ruhten. Während 1872 in 14.157 Brauereien 16.102.179 Hektoliter Bier ausgestoßen  wurden, waren es im Jahre 1878/1879 in nur noch 11.867 Brauereien 20.371.925 Hektoliter Bier. Für das gesamte Deutsche Reich wurde der Bierausstoß in jenem Jahr auf rund 38.464.000 Hektoliter angegeben.
Österreich-Ungarn produzierte 1879 in 2297 Brauereien 11.180.681 Hektoliter Bier, gegen 1878 um 142.763 Hektoliter weniger. Außerdem produzierten: Großbritannien und Irland: 45.000.000, Belgien: 7.866.000, Frankreich: 7.500.000, Russland: 2.214.000, Niederlande: 1.528.000 Hektoliter.

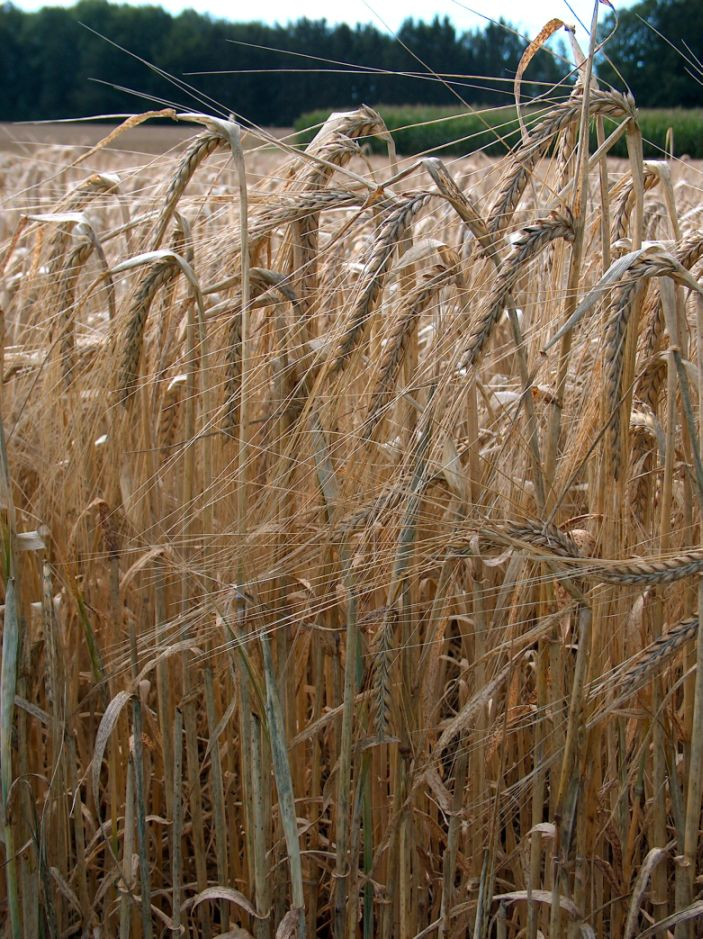
Rohstoff Braugerste

In den Vereinigten Staaten, wo man sich Ende des 19. Jahrhunderts nur auf die Erzeugung von Porter und Ale beschränkte, verbreitet sich langsam die Brauerei von bayrischen und österreichischen Biersorten; es waren dort 1875 schon 2783 Brauereien tätig.
Nach der deutschen Wiedervereinigung wurden nahezu alle Ost-Brauereien von westdeutschen oder ausländischen Investoren übernommen, so beispielsweise die Köstritzer Schwarzbierbrauerei von der Bitburger Brauerei, die Brauerei Potsdam von der Berliner-Kindl-Schultheiss-Brauerei, die Brauerei Jena von der Warsteiner Brauerei, die Schloßbrauerei Gotha von der Oettinger Brauerei, die Feldschlößchen Brauerei Chemnitz von der Mönchshof-Brau Kulmbach, die Hasseröder Brauerei Wernigerode von der Gilde Brauerei Hannover usw.
Seit Mitte der 1990er Jahre ist die Anzahl der in Deutschland betriebenen Brauereien weitgehend gleich geblieben (1995: 1282, 2003: 1275, 2006: 1289, 2010: 1325). Dennoch werden bei näherer Betrachtung Umschichtungen deutlich. So ist lediglich bei den kleinen Brauereien (mit einer Jahresproduktion von weniger 5000 hl) ein Zuwachs zu verzeichnen (1995: 643, 2003: 773, 2006: 822, 2010: 901).
Bei den Brauereien mittlerer Größe (5000 bis 0,5 Mio. hl) und den Großbrauereien (ab 0,5 Mio. hl) ist ein gegenläufiger Trend erkennbar (1995: 585/54, 2003: 450/52, 2006: 420/47 2010: 381/43).
Die Anzahl der Hausbrauereien ist seit den 1990er Jahren deutlich angestiegen. Auch die Eigenherstellung von Bier im Haushalt gewann an Bedeutung, da so der Geschmack auf das individuelle Bedürfnis abgestellt wird.

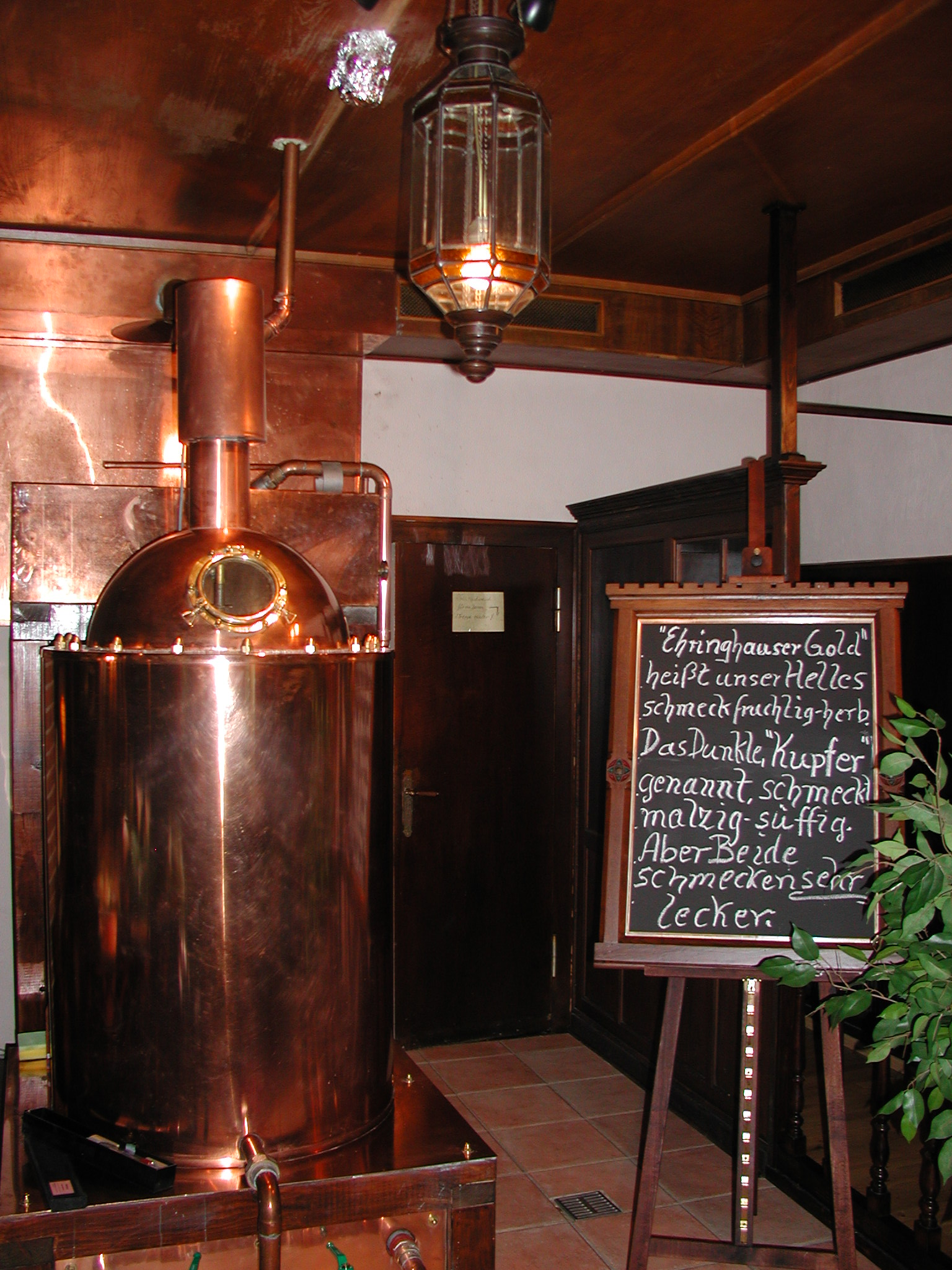
Hausbrauerei der Wirtschaft Richard Becker in Remscheid-Ehringhausen

## Brauereien weltweit
Laut Ratebeer existieren weltweit über 22.000 Brauereien.
Zwar kontrollieren die Großkonzerne bzw. Brauereigruppen Anheuser-Busch InBev, Heineken, China Resources Breweries, Carlsberg und die Molson Coors Brewing Company mit zusammen fast 60 % den Weltmarkt.
Doch speziell in den USA entwickelte sich eine Gegenbewegung gegen die Einheitsbiere. Bereits 1979 hatte US-Präsident Jimmy Carter einen Erlass unterzeichnet, der die Herstellung von Bier durch Privatpersonen in Kleinmengen gestattet. Aber erst zur Jahrtausendwende entwickelte sich daraus ein Boom, die Craft-Beer-Bewegung.
Alleine in den USA ist die Anzahl Brauereien von etwa 80 im Jahr 1979 auf inzwischen 7450 im Jahr 2020 angestiegen.

## Brauereien in Europa
Laut Brewers of Europe ist die Anzahl der Brauereien bis zum Jahr 2020 auf 10.154 angestiegen. Auch dies lässt sich nur durch die Gründung vieler Mikrobrauereien erklären, die Spezialbiere (Craft, IPA etc.) herstellen. Die größte Anzahl von Brauereien gibt es in Großbritannien.
- Großbritannien 2030
- Frankreich 1600
- Deutschland 1539 (davon ca. 650 in Bayern und weitere 250 in Baden-Württemberg)
- Schweiz 1021
- Italien 874
- Niederlande 699
- Spanien 538
- Tschechien 488
- Schweden 375
- Belgien 304
- Österreich 298
- Polen 250
- Irland 128
- Norwegen 128
- Portugal 120
- Slowenien 99

## Bierbrauen
Der in der Brauerei ablaufende Prozess zur Herstellung von Bier ist das Bierbrauen. Informationen zu den hergestellten Sorten finden sich im Artikel Bier.